# Pohlia excelsa
Pohlia excelsa là một loài rêu trong họ Bryaceae. Loài này được Kindb. mô tả khoa học đầu tiên năm 1909.